# 오카다 히로타카
오카다 히로타카(일본어: 岡田 弘隆, 1967년 2월 22일~)는 일본의 유도 선수, 지도자이다. 1992년 하계 올림픽 미들급 동메달을 획득했으며, 세계 선수권 대회 2회 우승, 아시안 게임과 아시아 선수권 대회에서 1회 우승을 차지했다.

## 같이 보기
- 올림픽 유도 메달리스트 목록